# Potentilla camillae
Potentilla camillae är en rosväxtart som beskrevs av Alfred Alekseevich Kolakovsky. Potentilla camillae ingår i Fingerörtssläktet som ingår i familjen rosväxter. Inga underarter finns listade i Catalogue of Life.